# Fête 'Obby 'Oss

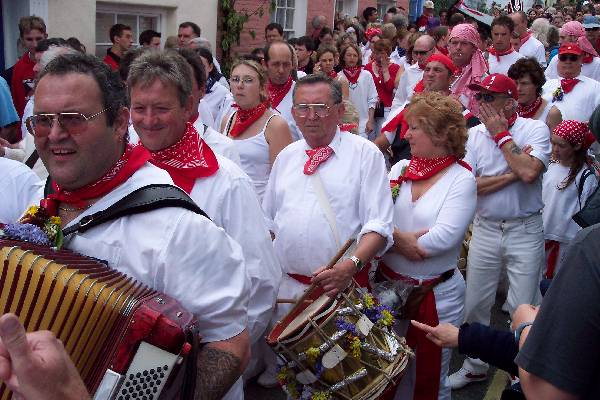
Le Old 'Oss party assiste au 'Obby 'Oss avec des dizaines d'accordéons, de mélodéons et de tambours.

La fête 'Obby 'Oss [ˈɒbi ˈɒs] (anglais : 'Obby 'Oss festival) est une coutume populaire qui a lieu chaque 1er mai à Padstow, une ville côtière du nord de la Cornouailles au Royaume-Uni. Il s'agit de deux cortèges distincts qui font le tour de la ville, chacun mené par un faux cheval de trait connu sous le nom de « 'Obby 'Oss ».
La fête commence à minuit, le 30 avril, lorsque les habitants se rassemblent devant la Golden Lion Inn pour chanter la « chanson de la nuit ». Au matin, la ville a été habillée de verdure et de fleurs placées autour de l'arbre de mai. L'excitation commence avec l'apparition de l'un des « 'Obby 'Oss ». Des danseurs masculins parcourent la ville déguisés en l'un des deux « 'Obby 'Oss », le « Vieux » et le « Ruban bleu » ou « Méthodiste » ; comme leur nom l'indique, il s'agit de représentations stylisées de chevaux. Poussés par des assistants connus sous le nom de « Teasers », chacun porte un masque et une cape noire sous laquelle ils tentent d'attraper les jeunes filles qui traversent la ville. Tout au long de la journée, les deux défilés, menés par le « MC » avec son chapeau haut de forme et son bâton décoré, suivi d'un groupe d'accordéons et de tambours, puis du « 'Obby 'Oss » et du Teaser, avec une foule de personnes, les « Mayers » — tous chantant le Morning Song — passent dans les rues de la ville. Enfin, tard dans la soirée, les deux « 'Obby 'Oss » se rejoignent autour de l'arbre de mai, avant de regagner leurs étables respectives où la foule chante la mort du « 'Obby 'Oss », jusqu'à sa résurrection la veille du mois de mai suivant.
Au cours du XXe siècle, l'existence de cette fête a été décrite par un certain nombre de folkloristes qui lui ont accordé une plus grande attention. Cela a contribué à faire de l'événement une attraction touristique populaire et à en faire l'une des coutumes folkloriques les plus célèbres de Grande-Bretagne.